# Sepe
Sepe je priimek več znanih Slovencev:
- Majda Sepe (1937—2006), pevka zabavne glasbe
- Miša (Mihaela) Sepe (1931—2024), bibliotekarka
- Mojmir Sepe (1930—2020), skladatelj zabavne glasbe in dirigent
- Polona Sepe (1957—2019), filmska režiserka